# Ramón Benito Ángeles Fernández

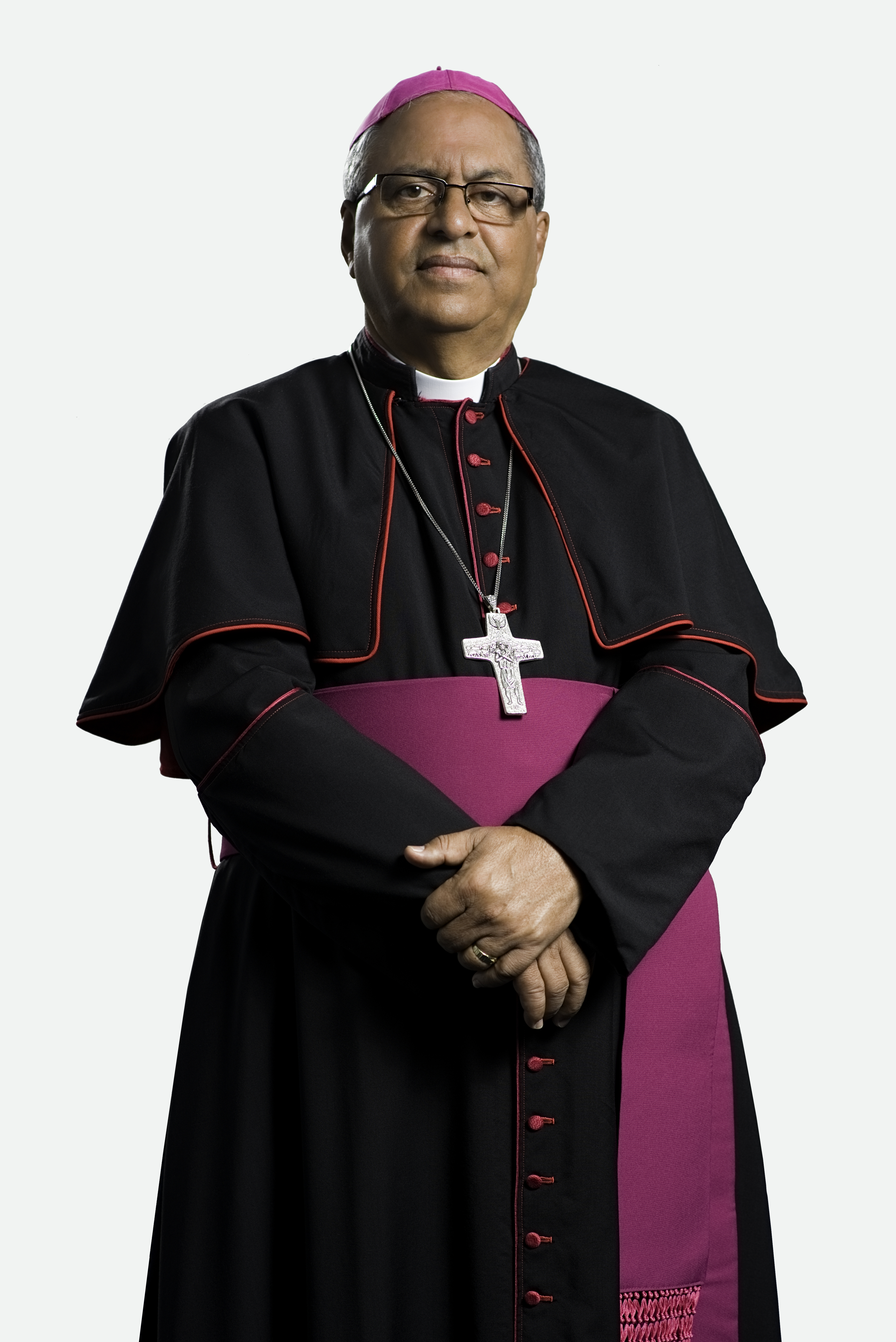
Weihbischof Ramón Benito Ángeles Fernández

Bischofswappen von Ramón Benito Ángeles Fernández

Ramón Benito Ángeles Fernández (* 17. März 1949 in Concepción de la Vega, Dominikanische Republik) ist ein dominikanischer Geistlicher und emeritierter Weihbischof in Santo Domingo.

## Leben
Ramón Benito Ángeles Fernández wurde am 8. Dezember 1977 durch den Weihbischof in Santo Domingo, Príamo Pericles Tejeda Rosario, zum Diakon geweiht. Er empfing am 23. Dezember 1978 durch den Bischof von La Vega, Juan Antonio Flores Santana, das Sakrament der Priesterweihe. 2002 wurde Ángeles Fernández in den Klerus des Erzbistums Santo Domingo inkardiniert.
Am 1. Juli 2017 ernannte ihn Papst Franziskus zum Titularbischof von Febiana und zum Weihbischof in Santo Domingo. Der Erzbischof von Santo Domingo, Francisco Ozoria Acosta, spendete ihm sowie Faustino Burgos Brisman CM und Jesús Castro Marte am 26. August desselben Jahres die Bischofsweihe; Mitkonsekratoren waren der emeritierte Bischof von Barahona, Rafael Leónidas Felipe y Núñez, und der Bischof von Barahona, Andrés Napoleón Romero Cárdenas.
Papst Franziskus nahm am 18. März 2024 das altersbedingte Rücktrittsgesuch von Ramón Benito Ángeles Fernández an.